# Крантция
Крантция (лат. Crantzia) — род растений семейства геснериевые. Включает в себя четыре вида, произрастающих в тропических и субтропических лесах Южной и Центральной Америки, а также на некоторых островах Карибского бассейна. Распространённый род, произрастающий на Антильских островах, в Южной Америке и Центральной Америке.

## Этимология
Род назван в честь австрийского ботаника и врача Генриха Иоганна Непомука фон Кранца (1722-1799).

## Ботаническое описание
Вечнозелёные кустарники или лианы, достигающие в высоту от 0,5 до 2 метров. Листья супротивные, овальные или сердцевидные, с зазубренными краями. Цветки крупные, одиночные или собранные в небольшие соцветия, с пятилепестковым венчиком. Цветки бывают белого, розового, красного или оранжевого цвета.

## Виды
- Crantzia epirotes — произрастает в Венесуэле и Колумбии.
- Crantzia spectabilis — произрастает на Антильских островах.
- Crantzia tigrina — произрастает в Венесуэле и Колумбии.

## Применение
Crantzia выращивается в качестве декоративного растения. Цветки Crantzia используются в букетах.